# Gerlinghausen
Gerlinghausen ist ein Ortsteil der Gemeinde Much im Rhein-Sieg-Kreis.

## Lage
Gerlinghausen liegt auf den Hängen des Bergischen Landes. Nachbarorte sind Henningen im Osten, Gibbinghausen im Südosten sowie Eckhausen und Neverdorf im Westen. Gerlinghausen ist über die Landesstraße 360 erreichbar.
Im Osten der Ortschaft fließt der Gibbinghausener Bach. Im Südwesten entspringt der Ühmesbach, der seinerseits über den Gerlinghausener Bach dem Gibbinghausener Bach zufließt.

## Geschichte
Gerlinghausen wird mundartlich Gerlekausen genannt.
1901 hatte das Dorf 116 Einwohner. Fast alle waren von Beruf Ackerer.

## Dorfleben
Die Dorfgemeinschaft hat einen Dorfplatz mit Kegelbahn, Spielplatz und Grillhütte angelegt.